# دیک اسخوناکر
دیک اسخوناکر (هلندی: Dick Schoenaker؛ زادهٔ ۳۰ نوامبر ۱۹۵۲) بازیکن فوتبال اهل هلند بود.
از باشگاه‌هایی که در آن بازی کرده‌است می‌توان به باشگاه فوتبال ویتس‌آرنهم، باشگاه فوتبال آژاکس آمستردام، باشگاه فوتبال دی گرافشاپ، و باشگاه فوتبال توئنته اشاره کرد.
وی همچنین در تیم ملی فوتبال هلند بازی کرده‌است.